# Аниме

Википе-тан — неофициальный маскот Википедии, выполненный в аниме-стиле

Аниме́ ([ɐnʲɪ'mɛ] ср., нескл., яп. アニメо файле [anʲime], от англ. animation — «анимация») — японская мультипликация. В отличие от мультфильмов других стран, предназначенных в основном для детской аудитории, бо́льшая часть выпускаемого аниме рассчитана на подростковую и взрослую аудитории, и во многом за счёт этого имеет большую популярность в мире. Аниме отличается характерной манерой отрисовки персонажей и фонов. Выпускается в форме телевизионных сериалов, а также фильмов, распространяемых на видеоносителях или предназначенных для кинопоказа. Сюжеты отличаются большим разнообразием персонажей, времён, жанров и стилей.
Источниками для сюжета аниме-сериалов чаще всего являются: манга (японские комиксы), ранобэ (лайт-новел) или компьютерные игры (как правило, в жанре «визуальный роман»). При экранизации обычно сохраняется графический стиль и другие особенности оригинала. Реже используются другие источники, например, произведения классической литературы. Есть также аниме, имеющие полностью оригинальный сюжет (в этом случае уже само аниме может послужить источником для создания по нему книжных и манга-версий). Значение термина «аниме» может варьироваться в зависимости от контекста. В западных странах аниме является объектом исследования учёных-культурологов, социологов и антропологов — Эри Идзавы, Скотта Маклауда, Сьюзан Напьер, Шерон Кинселлы и других.

## Этимология
Слово «аниме» происходит от английского слова animation (яп. アニメーション [анимэ: сён], рус. «анимация») и имеет с ним одинаковый корень. В японской транскрипции слово animation произносится трудно и длинно, в связи с чем было заменено на более короткое и привычное для японцев слово «аниме», состоящее из закрытых фонем. Существует и другое объяснение, согласно которому японцы заменили слово animation, которое можно перевести с английского языка как «одушевление», на «аниме», более близкое к латинскому корню anima (рус. «душа»). В настоящее время термин «аниме» уже вошёл в международный лексикон. Некоторые источники утверждают, что слово «аниме» происходит от французского выражения dessin animé («мультипликация»), однако данный вопрос является спорным. В японском языке слово «аниме» обозначает любую анимацию, вне зависимости от её стиля и страны производства. До середины 1970-х годов вместо него использовался термин «манга-эйга» («кино-комиксы»). По мере распространения японской анимации за пределы Японии слово стало входить в другие языки, включая русский, в качестве обозначения анимации, произведённой в Японии или имеющие характерные для неё стилистические признаки.
В японском языке полностью отсутствует свойственное русскому силовое ударение, поэтому японские слова, заимствованные в русский язык, обычно получают ударение в зависимости от традиций произношения слов на русском языке. В русском слове «аниме» зафиксировано ударение на последнем слоге.
Существует два альтернативных русских написания слова: «анимэ» — транслитерация (яп. アニメ) по правилам киридзи и «аниме» — более распространённая форма, зафиксированная в орфографических словарях и соответствующая традиции написания уже освоенных русским языком иностранных слов, содержащих звук [э] после твёрдого согласного (похожее изменение претерпел термин «карате»). Оба варианта произносятся одинаково: [анимэ].
В русском языке слово «аниме» имеет средний род, никогда не склоняется. Слово иногда используется как первая часть составных слов, таких как «аниме-режиссёр» или «аниме-сериал». В разговорной речи встречаются образованные от «аниме» слова «анимешник», «анимешный» и т. п.

## История
История аниме берёт начало в XX веке, когда японские кинорежиссёры начинают первые эксперименты с техниками мультипликации, изобретёнными на Западе. Старейшая из известных сохранившихся японских анимаций — «Katsudo Shashin» длится всего 3 секунды. Одним из самых первых аниме стал продемонстрированный в 1917 году двухминутный комедийный фильм «Namakura Gatana», в котором самурай собирается испытать свой новый меч, но терпит поражение от горожанина. Первопроходцами в области японской мультипликации стали Симокава Отэн, Дзюнъити Коти и Сэитаро Китаяма. Одним из наиболее популярных и доступных методов на тот момент была техника вырезной анимации, её применяли такие аниматоры, как Санаэ Ямамото, Ясудзи Мурата и Нобуро Офудзи. Позднее распространилась также техника аппликационной анимации. Успеха в развитии техники анимации добились и другие мультипликаторы, такие как Кэндзо Масаока и Мицуё Сэо, использовавшие, в частности, анимационные фильмы в образовательных и пропагандистских целях. Первым звуковым аниме стал снятый Масаокой в 1933 году короткометражный фильм Chikara to Onna no Yo no Naka. К 1940 году начали образовываться организации мультипликаторов и художников, такие как Shin Mangaha Shudan и Shin Nippon Mangaka. В то время аниме активно использовалось в качестве средства государственной пропаганды. Одним из первых полнометражных анимационных фильмов стал снятый Мицуё Сэо в 1945 году «Momotarou: Umi no Shinpei»; спонсорскую поддержку при создании фильма оказал Императорский флот Японии.
Основоположником традиций современного аниме стал Осаму Тэдзука — он заложил основы того, что позднее преобразовалось в современные аниме-сериалы. Например, Тэдзука заимствовал у Диснея и развил манеру использования больших глаз персонажей для передачи эмоций; именно под его руководством возникали первые произведения, которые можно отнести к ранним аниме. Первой работой Тэдзуки стала манга «Shin Takarajima». Впоследствии он создал мангу под названием Tetsuwan Atomu (Astro Boy), которая и принесла ему успех. К 1970-м годам популярность манги заметно возросла, многие произведения были анимированы. Тэдзуку благодаря его работам часто называли «легендой» и «богом манги и аниме».
За почти вековую историю аниме прошло долгий путь развития от первых экспериментов в анимации, фильмов Тэдзуки до нынешней огромной популярности по всему миру. С годами сюжеты аниме, первоначально рассчитанного на детей, становились всё сложнее, обсуждаемые проблемы всё серьёзней.
Появились аниме-сериалы, рассчитанные на подростковую аудиторию — юношей и девушек старше четырнадцати лет. Эти сериалы нашли поклонников и среди взрослых, в редких случаях вплоть до преклонных лет. В своём развитии аниме немного отставало от манги, которая зародилась на несколько лет раньше и к тому времени уже завоевала популярность среди всех кругов населения Японии.
Сегодня аниме представляет собой уникальный культурный пласт, объединяющий как сериалы для детей (жанр кодомо) — аниме в его изначальном понимании, так и подростковые произведения, зачастую, достаточно серьёзные и для просмотра взрослыми — сёнэн (аниме для юношей), сёдзё (аниме для девушек) и даже полноценное «взрослое» аниме (сэйнэн и дзёсэй). В отдельное направление выделились хентай — аниме порнографической направленности, яой и юри — аниме, повествующее об отношениях (как правило романтических) между людьми одного пола — мужчинами либо женщинами соответственно.
Вершиной аниме принято считать работы режиссёра Хаяо Миядзаки. Его «Унесённые призраками» стали первым и единственным анимационным фильмом, получившим премию Берлинского кинофестиваля, как «Лучший фильм», а не «Лучший мультфильм».

## Особенности
Анимация Японии отличается от анимации других стран, в первую очередь, тем, что представляет собою развивающийся замкнутый культурный пласт, включающий в себя множество уникальных сюжетных и идейных символов, шаблонов, стереотипов и типажей. Простейшими примерами могут служить специфические для аниме жанры, вроде меха, живущие по своим собственным законам, или находящие частое отражение в аниме элементы японской культуры.
Аниме выделяется среди мультипликации других стран своей востребованностью в японском обществе. Это обуславливает и общая направленность определённой доли произведений на более взрослую аудиторию, что выражается в большем внимании к философской и идеологической составляющим, преобладании «взрослых» мотивов в тематике, и, в том числе, меньшей табуированностью тем секса и насилия в культуре в целом.
Большая часть аниме создаётся с расчётом на конкретную, временами довольно узкую целевую аудиторию. Критериями деления могут являться пол, возраст, психологический тип зрителя. Выбранный таким образом метажанр задаёт общую направленность произведения, влияя на его сюжет, идеи и даже манеру изображения. Детское (кодомо) аниме составляет большую часть от всей анимационной продукции, выпускаемой на территории Японии, но за пределами страны популярны более «взрослые» произведения.

### Рисунок

«Реалистичный» рисунок в аниме «Monster»

Одна из основных особенностей рисунка аниме — неестественно большие глаза персонажей. Существующий стиль возник под сильным влиянием западных традиций мультипликации — Осаму Тэдзука, считающийся основоположником данного стиля, был вдохновлён персонажами американских мультипликационных фильмов, такими как Бетти Буп, Микки Маус и Бэмби. Аниме-персонажи выделяются не столько размером глаз, сколько вниманием, уделённым детализации глаз по отношению ко всему остальному лицу. Нос и рот обычно изображаются несколькими волнистыми линиями, за исключением моментов, когда персонаж говорит. Тем не менее существуют произведения, в которых используется «реалистичный» рисунок — нос, рот и скулы равно с прочими деталями лица изображаются и затеняются с большей точностью, например, в аниме-фильме 1998 года «Оборотни» («Jin Roh: The Wolf Brigade»).

Персонажи аниме «Hitohira», характер каждого персонажа, в буквальном смысле, написан на его лице

При рисовании глаз обычно одновременно применяются светлые и тёмные оттенки. По глазам часто можно сделать вывод о персонаже в целом. Они обычно отражают возраст, степень открытости персонажа, а также его эмоциональное состояние. Положительные, весёлые, дружелюбные главные герои часто изображаются с большими, блестящими, полными жизни глазами; замкнутые, мрачные или отрицательные имеют глаза суженные, иногда полузакрытые или оттенённые чёлкой — часто их рисуют похожими на глаза какой-нибудь зоркой хищной птицы или змеи; хитрые или подчёркнуто-вежливые персонажи имеют глаза лисицы — как бы всё время закрытые, будто персонаж постоянно улыбается, однако примерно такие же по форме могут иметь и обыкновенные сони; если персонаж не является романтическим, но при этом не злой, хитрый или замкнутый, художники могут снабдить его достаточно большими глазами, но с маленькими зрачками-точками; кроме того, если персонажа вдруг лишают магическим способом воли или даже души, его глаза теряют блеск и становятся безжизненными — из них исчезают все блики. У детей глаза обычно изображены очень большими, старики же (за крайне редким исключением) имеют глаза маленькие, с маленьким зрачком. Очки являются дополнительным средством выразительности, являясь непременным атрибутом эрудитов (в противовес эксцентричным гениям), различных скромниц или парней-отаку. Очки чёрные, цветные или нарочито-блестящие, всевозможных форм и размеров, украшают лица, пожалуй, одной четверти всех известных аниме-персонажей, являясь их самой изюминкой.
О характере персонажа обычно свидетельствуют и другие атрибуты внешности, например, одежда и волосы. Волосы в аниме обычно состоят из прядей. Причёски персонажей могут иметь самые разные, порой диковинные формы и цвета. Волосы, а также детали одежды персонажей, зачастую подчиняют ветру или инерции, заставляя их несинхронно двигаться при перемещениях персонажа. Волосы различных цветов изначально были способом «персонифицировать» героев, сделать их заметно различными. Сегодня, когда образы персонажей прорабатываются вплоть до мельчайших деталей лица и манер поведения, разноцветные волосы не являются необходимостью, скорее — традицией. Кроме того, цвет волос часто отражает характер персонажа. К примеру, рыжие волосы являются характерным индикатором вспыльчивости (Аска из сериала «Евангелион», Лина Инверс из сериала «Рубаки»). Светлые волосы также указывают на иностранное происхождение героя, поскольку большинство японцев имеют тёмные волосы. Отдельно стоит упомянуть осветлённые волосы, как часть стереотипа хулигана или эксцентрика — выше уже упоминалось, что абсолютное большинство японцев имеет тёмные волосы, и осветление — это наиболее эффективный способ для кого-то выделиться из общей массы в школе и на улице. Обычно при создании аниме применяется не более 250 основных цветов.
Поскольку аниме-сериалы обычно демонстрируются на телевидении с частотой около серии в неделю, для их создания задействуют штат из сценариста, режиссёра, дизайнера и нескольких десятков аниматоров. Кроме того, чтобы укладываться в график выхода, по возможности, без потери качества, используются так называемые «приёмы ограниченной анимации». Они включают в себя перерисовку отдельных частей рисунка с сохранением бо́льшей части картинки неизменной, статические задние планы, упрощённые формы передачи эмоций.

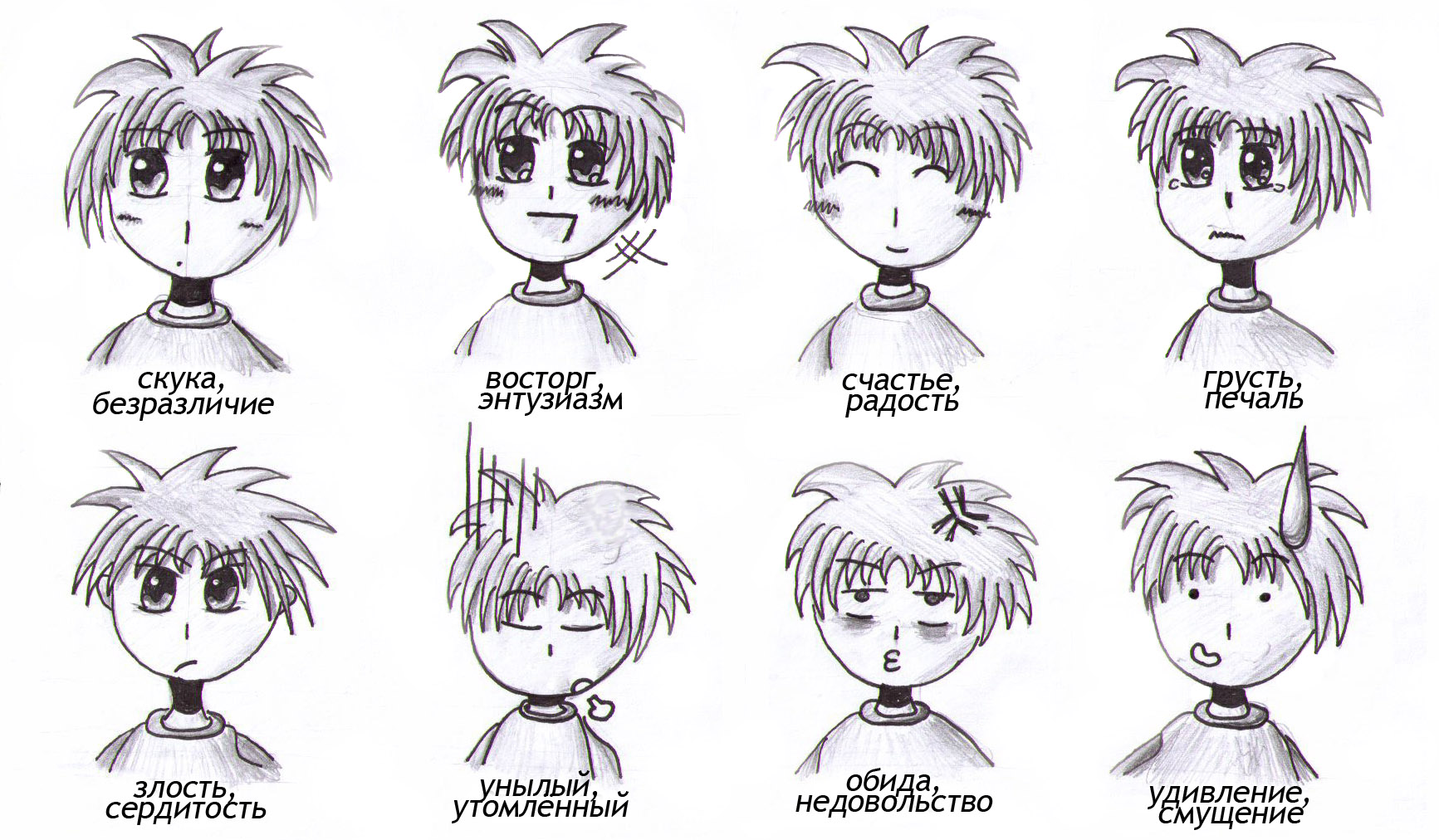
Таблица эмоций

Передача эмоций в аниме является поводом для отдельного разговора. Помимо традиционных для аниме видов проявления чувств персонажем — изменением выражения лица или тона его голоса, используется ряд других приёмов. Эмоции могут изображаться подчёркнуто нереалистично, гипертрофированно — персонажи говорят с закрытыми глазами, чтобы передать безапелляционность, или принимают картинно демонический вид, когда проявляют гнев. В комедийных ситуациях, с целью показать несерьёзность чувства, применяются пиктограммы, такие, как картинка «капельки пота» или «вздувшихся вен», возникающие поверх головы героя, либо в рамочке над ней.
Помимо «серьёзного» рисунка существует также популярный стиль «тиби» или «super-deformed» (SD), в котором персонажи изображаются упрощённо, с непропорционально большими головами и глазами в пол-лица. Обычно стиль SD применяется в комедийных ситуациях, поскольку выдаёт явную несерьёзность, пародийность происходящего. Тем не менее, существуют сериалы, целиком сделанные в такой манере; здесь подобный стиль используется, чтобы создать симпатию к «маленьким и пушистым» главным героям. Так, например, в комедийном сериале «Yamato Nadeshiko Shichi Henge» главная героиня 90 % экранного времени проводит в своей тиби-форме, ведя себя так, словно совершенно не от мира сего. Другие же персонажи, являясь более адекватными, изображены, соответственно, вполне обычными.
Аналитик компании AnimeNation Джон Опплинджер подчёркивал, что способ изображения персонажа позволяет зрителю мгновенно определить его важность. Он также считал, что во многих аниме-сериалах, где есть запоминающиеся персонажи, созданные известными дизайнерами, часто присутствуют случаи неудачного исполнения, тогда как другие сериалы, где нет чёткой разницы между героями, стали очень популярны. По мнению аналитика, хотя общий дизайн персонажей со временем развивается, чтобы соответствовать вкусам зрительской аудитории, отличительное оформление встречается в единичных случаях.

### Сюжет
Как и в любом другом виде кинематографа, разнообразие сюжетов аниме ограничено только фантазией сценариста. Для персонажей нередко указываются их дни рождения и группы крови, по которым, как считается в Японии, возможно определить характер. Наряду с аниме, рассказывающими о параллельных реальностях и космосе, существуют аниме, описывающие исторические события, или даже воссоздающие повседневную жизнь главных героев в самом обычном Токио. Тем не менее различные жанры накладывают различные отпечатки на сюжеты аниме и зачастую определяют общую манеру построения или ключевые вехи сюжетной линии сериала.
Так, например, произведения, называемые «сёнэн-адвенчер» (shounen-adventure — приключения для парней) зачастую имеют предсказуемый канонический вид: большую часть сериала главный герой собирает команду сторонников и учится новым приёмам ведения боя, преодолевая при этом мелкие возникающие проблемы, чтобы в конце концов победить превосходящего по силам противника. После этого сериал либо заканчивается, либо возвращается к началу: обозначается более сильный, более опасный враг. Один такой цикл иногда называют аркой (от англ. arc). Примером классической shounen-adventure может служить «Rurouni Kenshin» — эпос о Химуре Кэнсине, самурае времён реставрации Мэйдзи, умеющем, но не желающем больше убивать.
Распространено также нестандартное скрещивание привычных шаблонов. Например, комедия/боевик «Стальная тревога» повествует о молодом, но бравом вояке Сагаре Сосукэ, которого определили на учёбу в школу — охранять потенциальную жертву. Гармоничное переплетение школьных комедийных сценок и серьёзного военизированного сюжета компенсирует недостатки обеих линий по отдельности.
Несмотря на обилие сериалов, сделанных по канонам жанра, не убывает и количество оригинальных, не поддающихся точной классификации произведений. Примером сериала с нестандартной сюжетной линией может служить «GANTZ» — боевик, главные герои которого — Кэй Куроно и Масару Като — погибли под колёсами поезда метро, но были воскрешены неподвижным чёрным шаром, занимающим половину комнаты в токийской гостинице — для того, чтобы участвовать в жестокой игре на выживание, выйти из которой можно, лишь заработав 100 очков.
Вселенные, в которых происходит действие сериалов, могут принимать любые формы, от классических фэнтези-миров до популяризованных американскими авторами киберпанка («Ghost in the Shell», «Serial Experiments Lain» режиссёра Рютаро Накамура) или стимпанка («Fullmetal Alchemist», «Стимбой»). Истории фантастических миров могут серьёзно отличаться от привычной нам: так, в аниме «Fullmetal Alchemist» вместо физики развито искусство алхимии, в Аниме «Trigun» действие происходит в далёком будущем, на пустынной планете, среди останков потерянных технологий. Сериал «Волчий дождь» рисует постапокалиптический мир, в котором люди однажды проиграли сами себе и оставили огромные поля сражений, усеянные скелетами боевых механизмов.
Большая часть аниме-сериалов обладает ярко выраженным эмоциональным и идейным подтекстом и служит не просто для развлечения. Режиссёр образами создаёт подходящий эмоциональный фон для передачи своих мыслей. Популярными идеями являются: идея стойкости, нежелания сдаваться сколь угодно могущественным людям или обстоятельствам, идеи самоопределения и выбора жизненного пути, мораль человека. Различный возраст целевой аудитории зачастую влияет на идейный подтекст произведения: shounen-adventure, обычно адресуемые юношам старше двенадцати лет, чаще содержат «простой» эмоциональный ряд (не сдаваться, защищать друзей, и т. д.) с меньшей проработкой деталей, чем философские или психологические произведения для взрослых. «Простота», однако, не означает, что идеи таких сериалов «детские» или даже «наивные», «максималистские» — или что такие сериалы не рассчитаны на старшее поколение. В более серьёзных сериалах рассматриваются вопросы смысла жизни, морали, проблемы эскапизма, одиночества и разделённости людей, религии.
Часто сюжет и стилистика аниме заимствуются из экранизируемого произведения, обычно — манги или «лёгкой новеллы». Иногда при этом сюжет аниме может достаточно сильно отличаться от сюжета экранизируемой манги: так, в аниме могут быть добавлены герои, отсутствующие в манге, изменена концовка и тому подобное.

### Музыка и звук
Для передачи эмоциональных оттенков и управления настроением зрителя в аниме, как и в кино, активно используется звуковая и музыкальная составляющие. Аудиодиски с музыкальным сопровождением после выхода сериала издаются отдельно, и зачастую могут конкурировать по популярности с обычными альбомами певцов. Поэтому исполнением песен и созданием музыки для аниме обычно занимаются известнейшие и талантливейшие певцы, группы и композиторы.
Активнее всего в аниме используется так называемая «атмосферная музыка» — тематические композиции, используемые для задания тона сцены. Например, в сериале «Евангелион» композиция «Decisive Battle» («Решающее сражение»), звучащая во время подготовки персонажей к битве, представляет собой активную, пафосную, с глухим узорным ритмом барабанного боя, мелодию, подготавливающую зрителя к предстоящей схватке.
Открывающая и закрывающая песни обычно исполняются известными поп-звёздами или музыкальными группами и являются неотъемлемой частью аниме-сериала. Открывающая композиция создаёт у зрителя нужное настроение для просмотра сериала, восстанавливает в памяти его общий настрой. Закрывающая композиция может подчёркивать ключевые моменты аниме, его идеи в целом, и обычно заметно спокойней, чем открывающая. Обе композиции являются в некотором роде «визитной карточкой» аниме: первая знакомит зрителя с сериалом, а вторая подводит итоги серии.
Актёры, озвучивающие роли в аниме, называются японским словом «сэйю». Профессия сэйю популярна и развита в Японии, благодаря чему озвучка аниме-сериалов выгодно отличается от аналогичных работ других стран. Многие сэйю по совместительству также являются эстрадными исполнителями — например, сэйю Мэгуми Хаясибара, участвовавшая в создании более чем полусотни сериалов, невероятно популярна и как певица. Она же и записывала тематические песни для некоторых из снятых при её участии аниме.
Кроме обычных альбомов («OST», англ. Original Soundtrack) с музыкой из сериала, сэйю иногда издают коллекционные наборы дисков, посвящённых конкретным персонажам, так называемые «альбомы персонажей». В них включаются композиции, посвящённые в аниме этим персонажам, песни этого исполнителя и аудиовставки — благодаря которым у зрителя складывается впечатление, что песни исполняет сам персонаж. Также издаются «диски с аудиопостановками», содержащие небольшие аудио-дополнения к сериалу, обычно не связанные с главной сюжетной линией или пародийной направленности.

## Производство аниме
Аниме обычно создаётся на небольших анимационных студиях, а его производство финансируется за счёт более крупных компаний. На создание телесериалов обычно отводятся небольшие сроки, поэтому мелкие ошибки аниматорами не учитываются. При создании полнометражной анимации имеет место более серьёзный контроль качества, но сроки на производство при этом более свободны. Заказ на определённое аниме формируют продюсеры. Режиссёр аниме обычно отвечает за художественное оформление мультфильма, в его обязанности также входят подбор актёров озвучивания и создание режиссёрской раскадровки, графически описывающей ключевые моменты. В проектах обычно участвует режиссёр-аниматор, который координирует работу групп аниматоров. Образом персонажей аниме занимается дизайнер персонажей, часто являющийся одновременно главным аниматором. Частота кадров японских мультсериалов обычно составляет от 8 до 12 кадров в секунду, но более совершенные анимационные фильмы могут сниматься с частотой 24 кадра в секунду. При работе с графикой студиями активно используются компьютерные технологии. Как только завершается работа над анимационным рядом, начинают работу актёры озвучивания.
В Японии находится более 430 аниме-студий. К наиболее крупным из них относятся Bones, Gainax, Gonzo, Madhouse, Studio Pierrot, Toei Animation и др. В целях повышения эффективности работы над сложными проектами студии иногда работают вместе. Если аниме претендует на мировую известность, то его выход в свет практически всегда сопровождается выпуском различной сопутствующей продукции: игрушек, предметов одежды с изображениями героев и т. п. Именно продажа сопутствующих товаров зачастую приносит производителям больше прибыли, чем непосредственно прокат аниме.

## Жанры аниме
Деление аниме на жанры очень размыто. Аниме делят:
- По целевой аудитории (дети, юноши, девушки, мужчины, женщины)[55];
- По стилям повествования (комедия, драма, триллер, романтика, и т. д.);
- По антуражу и технологиям (ме́ха, киберпанк, школьная история, фэнтези, стимпанк, и т. д.);
- По психологии, целям и характеру отношений персонажей (сэнтай, спокон, махо-сёдзё, гарем);
- По наличию и детализации сексуальных сцен (этти, хентай, яой, юри).

Обычно главными героями аниме являются персонажи пола и возраста, которые соответствуют целевой аудитории.

## Форматы аниме
Аниме, как и прочая видеопродукция, создаётся с расчётом на какой-либо конкретный способ распространения. Эти способы включают в себя показ по телевидению, в кинотеатрах, продажу на видеоносителях, распространение через Интернет. Выбранный метод накладывает свой отпечаток на произведение, так как существенно разнятся и производственные процессы, и бюджеты, и условия просмотра. Наиболее популярными форматами для аниме служат телесериал и OVA, в силу природы которых в них можно уместить значительно более подробный рассказ и лучше раскрыть персонажей, чем в фильме, однако это обуславливает и несклонность аниматоров к техническим экспериментам и преобладающую роль дизайнеров при создании аниме.
Если произведение оказалось успешным, то иногда выходят его продолжения или переиздания в других форматах. Например, известный сериал «Tenchi Muyo» сначала вышел как OVA из нескольких серий. Впоследствии появились несколько фильмов, три сезона телесериала по 26 серий каждый, а также несколько дополнительных историй (англ. «spinoff»).
Вне зависимости от исходного формата, любое аниме рано или поздно выходит на видеоносителях, обычно — на DVD.

### Телесериал
Телесериал (TV) — аниме, состоящее из множества коротких серий, предназначенное для показа по телевидению с определённой периодичностью. Это наиболее распространённый формат для аниме. Для японских телеканалов характерно транслировать аниме определённого жанра в установленное время суток, которое обычно не меняется, что связано с рейтинговой политикой. Как правило, длительность одной серии составляет 23—25 минут, что вместе с рекламой образует стандартный блок в программе вещания — полчаса. Данный формат был разработан в 1960-е годы Осаму Тэдзукой. Иногда встречаются серии по 12 минут — для показа сразу двух серий блоком. Ещё реже можно встретить пяти- и трёхминутные серии. Обычно телесериалы являются экранизациями популярной манги.
Продолжительность сериала обычно кратна сезону, состоящему из 12—13 серий, поскольку в длительность календарного сезона укладывается 12—13 недель, а аниме обычно транслируются по одной серии в неделю. Наиболее распространены сериалы из 24—26 серий, хотя существуют как значительно более длинные, за сотню серий (Fairy Tail, One Piece, Naruto, Bleach), так и короткие («Хеллсинг», «Беспокойные сердца»). Последние, впрочем, встречаются реже, чем 26-серийные, поэтому часто под «сезоном» понимают именно полугодичные наборы серий. Например, сериал «Ранма ½» из более чем 160 серий (семь сезонов), в «Сейлор Мун» 200 серий (5 сезонов), в «Покемоне» — более 700. Рекордным же является аниме «Дораэмон», состоящее из более 2000 серий, а дольше всего длится показ Sazae-san — с 1969 года и до сих пор, хотя количество серий в нём меньше. На продолжительность сериала может влиять его популярность.
Иногда к телесериалам выпускают дополнительные или бонусные серии (спешлы, TV-special). Часто они длиннее обычных и не связаны напрямую с базовым сюжетом телесериала, хотя и основаны на нём. История в них представляется ответвлением основного сюжета или сменой точки зрения на события, но совершенно не меняет текущее положение вещей в сериале. Обычно дополнительные серии создаются к праздникам, сменам сезона телесериала, иногда выходят после завершения показа аниме на телевидении.
При организации структуры аниме-сериала обычно применяются три основные схемы: концептуальная, сюжетная и концептуально-сюжетная. Для концептуальной схемы характерны сюжетные мотивы, повторяющиеся на протяжении всего сериала, отсутствие развития характеров персонажей и наличие конфликта, который на протяжении всего сериала остаётся неразрешённым. Обычно такая схема применяется в детском аниме. В сюжетной схеме наличествует единая история, которая разбита на части (серии), и каждая новая серия начинается после окончания предыдущей. Она характерна для небольших телесериалов. В концептуально-сюжетной схеме серии организованы по концептуальному принципу, однако в сюжете присутствуют «ключевые» события, в результате которых жизнь главных героев изменяется. Такая схема характерна для длинных сериалов и, в частности, для аниме жанра махо-сёдзё. В иных случаях каждая серия может иметь самостоятельный сюжет и персонажей, которые объединены только общей эстетикой.

### OVA
OVA (Original Video Animation) «Анимация, созданная для продажи на видео» — аниме, созданное специально для выпуска на видеоносителях, таких как видеокассеты или DVD. Обычно OVA представляет собой фильм или короткий сериал — от двух до шести серий, который создаётся без расчёта на показ по телевидению. Тем не менее случается, что популярный OVA-сериал всё-таки попадает на телеэкраны. В настоящее время стандартная продолжительность одной серии OVA — 23—25 минут, практически как и телевизионной. В 1980-е же и в начале 1990-х выпускались часовые и более длинные OVA.
OVA часто используется для проверки потенциальной аудитории сериала — многие известные произведения начинались с коротких и дешёвых удачно распроданных OVA, а затем заново переснимались в полноценный сериал для показа на телевидении (например, «Моя Богиня!», получившая продолжение в виде двух сезонов после успеха OVA). С другой стороны, многие популярные телесериалы обзаводятся OVA-дополнениями, но в этом случае на средствах не экономят и выпускают продукт, не уступающий по качеству телесериалу. Также в формате OVA выпускают своё творчество малоизвестные или небогатые студии.
Зачастую OVA версии оказываются интересней и насыщеннее последующих TV версий — авторам приходится «растягивать» OVA-сюжет на формат сериала.
Иногда для вышедших сразу на DVD OVA-сериалов используется обозначение OAD (Original Anime DVD).

### Фильм
Фильм — аниме, предназначенное для показа в кинотеатре. Как правило, это полнометражные (от 60 минут) фильмы, отличающиеся более высоким по сравнению с другими форматами качеством анимации и, соответственно, более высокими затратами на производство. Полнометражные аниме представлены как самостоятельными произведениями, так и дополнениями к популярным телесериалам. В более редких случаях после успешной демонстрации полнометражного фильма выпускается телесериал. Примером такого может служить лента «Ghost in the Shell», после выхода которой был создан сериал «Ghost in the Shell: Stand Alone Complex».

### ONA
ONA (Original Network Animation) «анимация, созданная для сети Интернет» — аниме, специально созданное для распространения в Интернете. Произведения, созданные как ONA, пока ещё очень редки, и обычно их продолжительность невелика. Примером такого формата может служить 4-минутное дополнение к сериалу «Azumanga Daioh»: «Azumanga WEB Daioh».

## Структура серий
Серии большинства аниме-сериалов имеют следующую структуру:
1. вступление
2. начальная заставка (англ. opening, опенинг)
3. краткое содержание предыдущей части
4. первая часть аниме
5. интермедия
6. вторая часть аниме
7. финальный ролик (англ. ending, эндинг)
8. кадры из следующей серии

Не все части структуры обязательно присутствуют во всех сериалах. Например, часто обходятся без вступления — короткой завязки сюжета серии, хотя, когда она есть, в ней происходит что-то необычное, способное заинтересовать зрителя, например, совершается преступление, которое будет расследоваться в ходе серии. К таким же необязательным частям относится и краткое содержание предыдущих серий: пересказ сюжета используется лишь в произведениях с линейным развитием событий. Одной из его форм является рассказ о событиях от лица одного из персонажей. Кадры из следующей серии обычно оформляются в стиле завлекательного «рекламного ролика».

### Начальная заставка
Начальный ролик, или опенинг (от англ. opening, сокр. OP), как правило, представляет собой анимацию, изображающую главных героев аниме и отражающую его стиль. В течение всего времени ролика демонстрируются титры — имена создателей аниме, композитора, автора сюжета, реже имена сэйю, озвучивающих главных героев, и другая информация, связанная с производством или сюжетом аниме. Большинство заставок представляют собой клипы на написанные специально к аниме песни. В некоторых случаях заставка не показывается в первых/первой сериях аниме, если по замыслу авторов не планируется сразу раскрывать внешний облик персонажей или какие-либо элементы сюжета.

### Финальный ролик
Финальный ролик, или эндинг (от англ. ending — «концовка», сокр. ED) представляет собой практически то же самое, что и начальная заставка, только имеет существенно более скромную анимацию, более спокойную музыку. Титры тоже более подробны. Если задача опенинга — настроить зрителя на восприятие сериала, сообщить ему соответствующее настроение, то эндинг должен вывести зрителя из этого состояния, что особенно актуально для сериалов с динамичным или психологичным сюжетом.

### Заставка
Заставка (англ. eye-catch) — очень короткая сцена, продолжительностью около двух секунд, обычно весёлая, служит сигналом начала и окончания рекламы. Иногда вообще отсутствует, иногда сливается с основным повествованием сериала, то есть на конец части А и начало части Б накладывается некоторый текст или эффект, что и сигнализирует о конце первой части и начале второй.

## Распространение
Аниме и манга являются частью японской популярной культуры. Начиная с 1950-х годов, когда в Японии активно вводились в эксплуатацию домашние телевизоры, анимационные сериалы стали неотъемлемой частью телепрограмм японских каналов. Первым таким сериалом стал созданный Осаму Тэдзукой Tetsuwan Atom. В Японии ежегодно выпускается около 50 новых аниме, а по японскому телевидению еженедельно их транслируется около 80 . Зрительской аудиторией выступает большинство населения Японии независимо от пола, возраста, образования и социального класса. Кроме того, начиная с 1990-х годов, аниме широко распространилось по всему миру и составляет около 60 % от всех мультипликационных телесериалов. За пределами Японии для обозначения фанатов аниме и манги используется слово «отаку». Основная часть поклонников аниме на его родине — старшие школьники и младшие студенты. В других странах возраст отаку старше, но чем более распространены японские мультфильмы в стране, тем он ближе к японскому. Кроме общения в среде отаку распространено создание любительских произведений по мотивам любимых серий: манги — додзинси, музыкальных клипов с использованием видеоряда аниме — AMV (англ. Anime Music Video), рассказов — фанфики. Также распространены разнообразные масштабные мероприятия — аниме-фестивали и переодевание в любимых героев — косплей.

### Аниме в России
В СССР показ кино и анимации капиталистических стран был ограничен небольшим количеством отобранных по идеологическим критериям фильмов. В 1970 по центральному телевидению впервые был показан полнометражный анимационный фильм «Солнечный Принц» (Принц Севера). В 1971 году на экраны кинотеатров вышел «Кот в сапогах», в 1972 — «Кот в сапогах на Диком Западе», в 1976 — «Кругосветное путешествие Кота в сапогах». В прокате шли фильмы «Летающий корабль-призрак», «Али-Баба и сорок разбойников», «Джек в Стране чудес», «Принцесса подводного царства», «Принцы-лебеди», «Дюймовочка», а также «Двенадцать месяцев» и «Приключения пингвинёнка Лоло», созданные совместно с советскими мультипликаторами.
Знакомство российской аудитории с мейнстримом аниме состоялось во время «видеобума» конца 1980-х — начала 1990-х годов, когда обладателям видеомагнитофонов стало доступно аниме (в основном фильмы, уже ставшие популярными на Западе, и хентай), распространяемое «видеопиратами» или переписываемое в частном порядке. Наибольшую популярность в это время приобрели показанные по телевидению «Роботек», «Макрон-1» и «Ведьма Салли».
Телеканал «2х2» показал первое аниме в России — «Грендайзер».
В 1996 году всё на том же «2x2» был показан нестандартный для аудитории проект — «Сейлор Мун». В отличие от большинства западных стран, в России он практически не цензурировался, что увеличивает интерес публики. Поколение, начавшее своё знакомство с аниме с «Сейлор Мун», среди отаку принято называть «муняшками». К этому же времени относится массовое появление отаку, которые начали организовывать собственные клубы. Первым таким клубом стал клуб R.An.Ma («Российская ассоциация аниме и манги»), основанный в 1996 году. К концу 1990-х годов развитие интернета и цифровых технологий, позволяющих быстро скачивать и передавать информацию, влияет и на популяризацию аниме.
Начиная с 2000 года на российском телевидении демонстрировался известный детский аниме-сериал «Покемон». До этого времени термин «аниме» использовался редко, произведения обозначались просто как «японские мультфильмы». Новой волны отаку сериал не создал из-за небольшого возраста целевой аудитории, но его показ вызвал большой отклик в прессе. В том же году в Воронеже проводится первый в России аниме-фестиваль.
В 2002 году в журнале «Страна игр» появляется рубрика «Банзай!», самая компетентная серия статей о японской массовой культуре на территории России, и интернет-журнал AnimeMagazine.
Наконец появляются официальные распространители аниме на видеокассетах и DVD: в 2002 году была создана компания МС Entertainment. Также лицензиями аниме занялись компании «Видеосервис» и «CP Digital». В 2003 и 2004 годах издаётся журнал anime*magazine, печатная версия сетевого AnimeMagazine. Чуть позже появляется и второй журнал, полностью посвящённый аниме и манге, — «АнимеГид».
А дальше аниме-движение приобретает всё больший охват. Появляются новые издатели аниме: в 2005 году XL Media, в 2006 — «Мега-Аниме», а в 2007 — Reanimedia. В 2005 году начинается активная трансляция аниме на телеканалах: «Jetix», «MTV Россия» и «Муз-ТВ». Постоянно организуются аниме-фестивали, в том числе Всероссийский фестиваль японской анимации в Воронеже, северо-западный фестиваль любителей манги и аниме «М.Ани.Фест» в Санкт-Петербурге, южно-российский фестиваль японской анимации «Танибата» в Ростове-на-Дону и Московский аниме-фестиваль.
Популярность аниме затронула и российских музыкантов: в 2003 году студия Production I.G создала аниме-видеоклип на песню Линды «Цепи и кольца», а в 2005 Studio 4 °C был выпущен клип «Первый отряд» на композицию Лигалайза. Группа «Тату» выпустила композицию «Gomenasai», один из клипов к которой был сделан в аниме-стиле. В 2009 году вышел совместный проект японских аниматоров и российских сценаристов — «Первый отряд», включающий в себя, кроме полнометражного аниме, мангу и повести.

## Критика аниме
В мире отношение к японской анимации неоднозначно. Параллельно росту популярности аниме за пределами Японии, растёт и число противников этого жанра мультипликации. Наиболее серьёзную критику вызывает чрезмерное, по мнению многих, количество насилия и эротики в аниме, неадекватное поведение людей, увлекающихся просмотром и коллекционированием аниме — отаку, — выливающееся порой в патологические формы (уход от реальности, агрессивность, близкая к наркотической зависимости). В европейских странах и США японская мультипликационная продукция проходит предварительную оценку, с определением возрастной аудитории; иногда, с целью уменьшить возрастную планку, издатель вырезает из произведения слишком откровенные или жестокие кадры.
Многим не нравится аниме на эмоциональном уровне: некоторые считают, что мультфильмы создают только для детской аудитории, они ожидают и соответствующего развития сюжета, и либо испытывают дискомфорт от просмотра аниме, рассчитанного на юношескую или взрослую аудитории, либо, отказываясь от просмотра, создают заочное негативное мнение о произведении. Также часто зрителям не нравится графическое решение в аниме — «большие глаза», или голоса персонажей, из-за непривычного для европейца звучания слов и выражения эмоций в японском языке.
Большая часть критики, высказываемой в адрес аниме, также справедлива и по отношению к любой ветви современной массовой (особенно визуальной) культуры, к таким как игры, музыка, современные телесериалы, современные кинофильмы.
Внутри Японии стиль прорисовки аниме и манга-персонажей подвергается критике из-за их излишней нереалистичности, в частности «красивым» персонажам придают выраженные европеоидные черты лица и тела, например светлые волосы/глаза, узкие нос и губы, высокий рост и т. д. Это, по мнению критиков, закрепляет внутри японского общества ещё сильнее стереотип, что быть белым — быть априори красивым, и становится причиной того, что многие молодые японцы страдают комплексами из-за своей внешности и стремятся изменить себя, прибегая с разным косметическим или даже операционным изменениям, чтобы больше быть похожими на персонажей из аниме.